# Yavuz Bingöl
Yavuz Bingöl (ur. 7 października 1964 w Stambule) – turecki piosenkarz i aktor.

## Życiorys
Syn muzyka Aslena Karsa Sarıkamışlıdıra, do 1970 dorastał w Karsie. W 1972 uczęszczał do szkoły artystycznej Karapınar Kayalı w Konyi. W 1974 kontynuował naukę w szkole podstawowej Malazgirt w Ankarze, a następnie w 1975 w szkole średniej Mehmet Akif. Potem znalazł się w pięciu różnych szkołach. Uczęszczał także do konserwatorium Hacettepe Üniversitesi Ankara Devlet Konservatuvarı w Ankarze. W 1983 przeniósł się do Izmiru i uczył się śpiewu pod kierunkiem nauczyciela muzyki. W latach 1984–1986 odbył służbę wojskową.
Przez siedem lat występował z grupą Nihat Ezgi Aydın, którą założył wraz z przyjaciółmi. W 1995 roku nagrał debiutancki album Sen Türkülerini Söyle z piętnastoma kompozycjami. Pod koniec 2000 roku w Niemczech wziął udział w koncercie dla UNESCO.
Z pierwszego małżeństwa ma córkę Türkü Sinem (ur. 1988). W latach 2004–2008 był żonaty z Burcu Karą. 4 sierpnia 2015 ożenił się z Öykü Gürman. 15 kwietnia 2016 doszło do rozwodu.

## Dyskografia

### Albumy
- 1995: Sen Türkülerini Söyle
- 1997: Baharım Sensin
- 1998: Gülen Az
- 1999: Sitemdir
- 2000: Üşüdüm Biraz
- 2000: Umuda Ezgi'ler
- 2002: Belki Yine Gelirsin
- 2004: Unutulur Her Şey
- 2006: Biz
- 2007: Yare

## Filmografia
Filmy kinowe
- 1998: Cumhuriyet jako kapitan Yahya Hayati Bey
- 1999: Diamenty pani  (Salkım Hanımın Taneleri)
- 2003: O Şimdi Asker jako Karlidağ
- 2005: O Şimdi Mahkum jako Karlidağ
- 2006: Eve Dönüş
- 2007: Biały anioł (Beyaz melek)
- 2009: Trzy małpy (Üç maymun) jako Eyüp

Seriale
- 2002: Zerda jako Sahin
- 2002: Panie i panowie (Bayanlar baylar) jako Ozan
- 2004: Ah be İstanbul jako Metin
- 2005: Yanik koza jako Galip Çelebi
- 2007–2008: Eşref Saati jako Kara Eşref
- 2009: Beyaz show